# باول ساجان
باول ساجان (بالإنجليزية: Paul Sagan)‏ هو شخصية أعمال أمريكي، ولد في 1959.

## وصلات خارجية
- باول ساجان على موقع إن إن دي بي (الإنجليزية)